# Ines Keil-Folville
Ines Keil-Folville (* 15. August 1885 in Frankfurt am Main als Katharina Burkhart; † 25. August 1980 ebenda) gehörte zu den ersten Frauen, die Autorennen bestritten. Sie erzielte Erfolge auf Fahrzeugen von Steiger, Horch und Mercedes und galt als „weibliches Ausnahmetalent“.

## Familie und Herkunft
Katharina Burkhart wurde am 15. August 1885 in der Alten Gasse in Frankfurt geboren. Aufgewachsen ist sie im Westend in Frankfurt, dort wohnte sie in der Schubertstraße und zuletzt in der Mendelssohnstraße 80. Ines Keil-Folville hatte noch drei Geschwister. Die erste Ehe führte sie mit dem belgischen Ingenieur Maurice Folville. Nach der Scheidung heiratete sie Hans Keil. Den Namen ihres ersten Mannes trug sie im Doppelnamen Keil-Folville weiter und änderte ihren Vornamen in Ines. Aus dieser Ehe ging eine Tochter hervor.

## Karriere
Die Anfänge ihrer Rennkarriere reichen zurück bis ins Jahr 1899. Mit 14 Jahren nahm sie zum ersten Mal bei einem Radrennen auf einem Hochrad durch den Frankfurter Palmengarten teil. Als 18-Jährige nutzte sie das Motorrad ihres Bruders. 1907 folgte sie ihrem Gatten, dem Automobilingenieur Folville, nach Brüssel. Bei ihm lernte sie neben dem Autofahren auch das Rennfahren.
Ines Keil-Folville war die erste Frau, die das Rennfahren zu ihrem Beruf machte. Als einzige Dame fuhr sie das 24-Stunden-Rennen im Taunus mit. In den zwanziger Jahren, nach dem Ersten Weltkrieg, galt sie als Star des Frankfurter Automobilclubs. Viermal gewann sie ein 24-Stunden-Rennen auf verschiedenen europäischen Rennstrecken. Ihre männlichen Konkurrenten waren Merk, Hans Stuck oder Rudolf Caracciola, dem sie freundschaftlich verbunden war. Besonderen Respekt erwarb sie sich während eines Rennens 1924 in Baden-Baden, als sie trotz ausgekugelten rechten Arms ihren roten Horch-Rennwagen mit der linken Hand durchs Ziel steuerte.
Sie belegte mit ihrem 2500-cm³-Steiger beim Feldbergrennen im Taunus 1922 hinter Carl Iron (Adler) den zweiten Platz in der Sportwagenklasse, 1926 war sie wieder Zweite, diesmal in der Rennwagenklasse bis 1100 cm³ hinter Hans von Meister, beide in einem französischen Amilcar.
Ihre letzte Siegerehrung feierte sie 1928 in Roermond in Holland, ebenfalls nach einem 24-Stunden-Rennen, wo sie von der Menge umjubelt wurde. 
Neben ihrer Rennkarriere betrieb sie in Frankfurt bis 1926 eine Verkaufsvertretung für Steiger-Automobile.

## Engagement für die Stadt Frankfurt
Bis zu ihrem Tod im August 1980 lebte sie mit ihrer Tochter in Frankfurt am Main. Sie engagierte sich für die Stadt und erhielt 1955 die goldene Ehrennadel des DRK. 